# Trigona ferricauda
Trigona ferricauda är en biart som beskrevs av Cockerell 1917. Trigona ferricauda ingår i släktet Trigona och familjen långtungebin. Inga underarter finns listade.

## Utseende
Ett litet bi, arbetaren blir drygt 5 mm lång, med övervägande svart huvud och i huvudsak gulbrun kropp; delar av mellankroppen är dock svarta, medan munsköld och nedre delen av ansiktet är gulbruna. Ansiktet och mellankroppen har dessutom en tät, ljus till olivfärgad behåring. Vingarna är långa och gråaktiga.

## Ekologi
Trigona ferricauda tillhör de gaddlösa bina, ett tribus (Meliponini) av sociala bin som saknar fungerande gadd. De har dock kraftiga käkar, och kan bitas ordentligt.

## Utbredning
Trigona ferricauda är en mellanamerikansk art som förekommer i Costa Rica, Panama, Colombia och Ecuador.